# باول برودهيرست
باول برودهيرست (بالإنجليزية: Paul Broadhurst)‏ هو لاعب غولف بريطاني، ولد في 14 أغسطس 1965 في Atherstone ‏ في المملكة المتحدة.

## وصلات خارجية
- باول برودهيرست على موقع رابطة لاعبي الغولف المحترفين (الإنجليزية)
- باول برودهيرست على موقع رابطة أوروبا للاعبي الغولف المحترفين (الإنجليزية)
- باول برودهيرست على موقع التصنيف العالمي الرسمي للغولف (الإنجليزية)